# Models for the Programme
Models for the Programme è un singolo del gruppo post-hardcore britannico Hell Is for Heroes. Pubblicato nel 2005 in formato CD e in vinile rosa, è arrivato in 56ª posizione nella Official Singles Chart.

## Tracce
7"/CD1
1. Models for the Programme – 3:58
2. Clock Out

CD2
1. Models for the Programme – 3:58
2. Clock Out
3. Switzerland
4. Models for the Programme (video)

## Formazione
- Justin Schlosberg - voce
- William McGonagle - chitarra
- Tom O'Donoghue - chitarra
- Jamie Findlay - basso
- Joseph Birch - batteria